# 1510

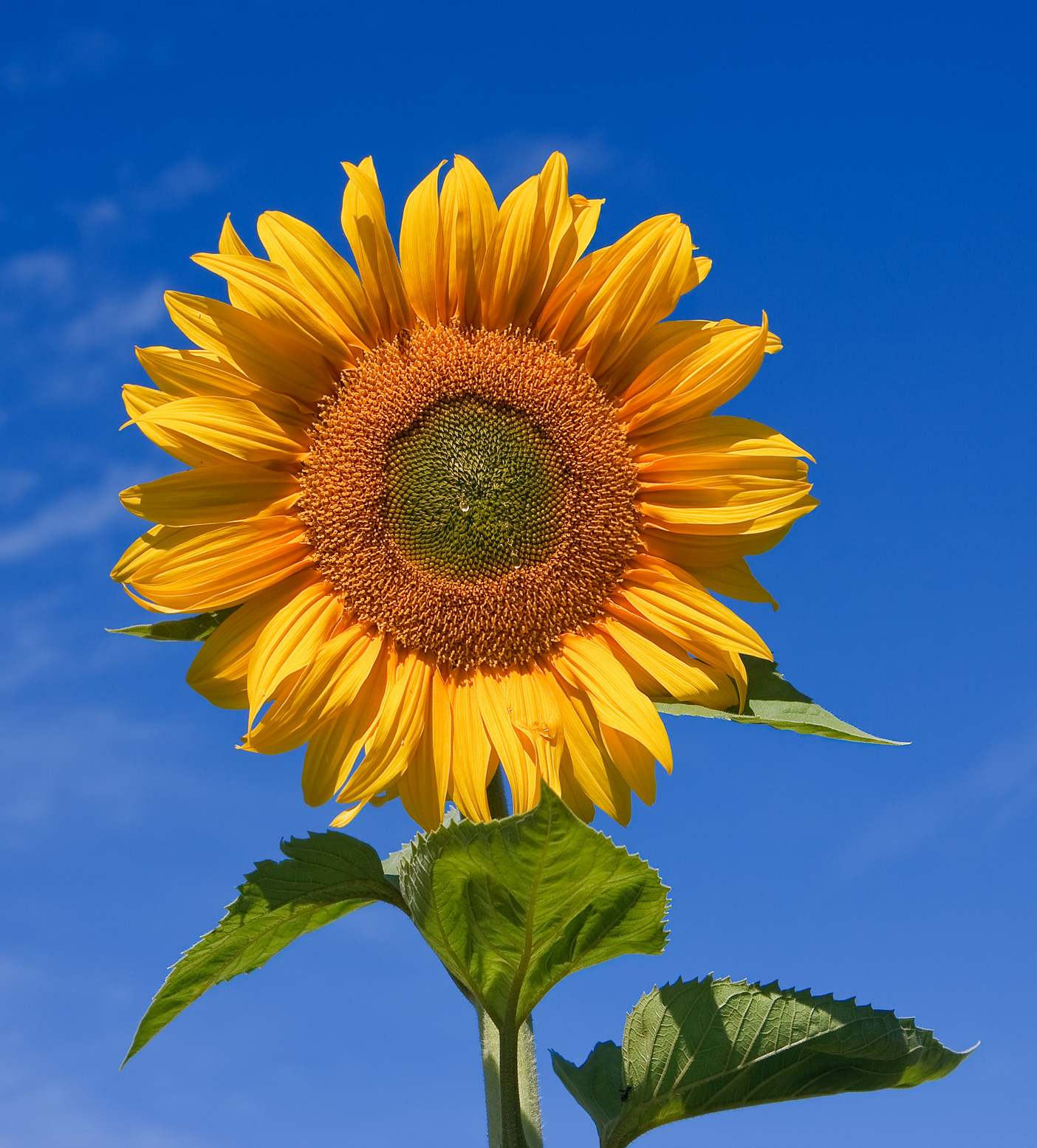
I girasoli vengono introdotti in Europa.

Il 1510 (MDX in numeri romani) è un anno  del XVI secolo.

## Eventi
- Pskov è conquistata da Basilio III gran principe di Mosca.
- Accordo militare tra papa Giulio II e i Cantoni svizzeri in funzione anti-francese.
- Marco Palmezzano da Forlì dipinge il Cristo morto sostenuto da due angeli, ora al Museo del Louvre.
- Goa viene conquistata dal Portogallo, che ne farà la capitale economica del proprio impero coloniale.
- Dürer completa la serie di dodici xilografie Grande Passione iniziata nel 1497.
- Melantone pubblica, presso l'editore Wimpfeling, le prime due poesie in latino.
- Lorenzo Lotto lascia Roma, dove non farà più ritorno.

## Nati

### Febbraio
- 24 febbraio - Costanzo II Sforza, nobile italiano († 1512)

### Marzo
- 25 marzo - Guillaume Postel, linguista, astronomo e orientalista francese († 1581)
- 30 marzo - Antonio de Cabezón, compositore spagnolo († 1566)

### Maggio
- 27 maggio - Giovanni Battista Cicala, cardinale e vescovo cattolico italiano († 1570)

### Giugno
- 2 giugno - Mary Brandon, nobildonna inglese († 1544)
- 5 giugno - Luigi II d'Orléans-Longueville, nobile francese († 1537)
- 20 giugno - Grazia Nasi, portoghese († 1569)

### Luglio
- 22 luglio - Alessandro de' Medici, sovrano italiano († 1537)

### Agosto
- 11 agosto - Margherita Paleologa, marchese († 1566)
- 24 agosto - Elisabetta di Brandeburgo, scrittrice tedesca († 1558)

### Settembre
- 12 settembre - Cristoforo Canal, ammiraglio italiano († 1562)

### Ottobre
- 6 ottobre - John Caius, medico inglese († 1573)
- 25 ottobre - Renata di Francia, principessa francese († 1575)
- 28 ottobre - Francesco Borgia, gesuita e santo spagnolo († 1572)

### Novembre
- 11 novembre - Giulio Savorgnan, ingegnere italiano († 1595)

### Dicembre
- 12 dicembre - Carlo di Navarra, principe († 1528)

### Senza giorno specificato
- Karl Aegeri, pittore svizzero († 1562)
- Fortunio Affaitati, medico e astrologo italiano († 1555)
- Bonifacio Agliardi, politico italiano († 1580)
- Orazio Alfani, pittore e architetto italiano († 1583)
- Mir Sayyid Ali, pittore persiano († 1572)
- Charles de Berlaymont, politico belga († 1578)
- Teodosio I di Braganza, nobile portoghese († 1563)
- Dionisio Brevio, pittore italiano
- Hélisenne de Crenne, scrittrice, poetessa e traduttrice francese († 1552)
- Marcello Capra, medico e filosofo italiano
- Hieronymus Cock, pittore fiammingo († 1570)
- Juan Correa de Vivar, pittore spagnolo († 1566)
- Martín Cortés de Albacar, cosmografo spagnolo († 1582)
- Girolamo Dente, pittore italiano († 1568)
- Luigi Dentice, compositore, cantante e liutista italiano († 1566)
- Giannettino Doria, ammiraglio e nobile italiano († 1547)
- Robert Duval, alchimista francese († 1567)
- Juan Díaz, teologo spagnolo († 1546)
- Gabriele Faerno, umanista e scrittore italiano († 1561)
- Pier Francesco Ferrero, cardinale e vescovo cattolico italiano († 1566)
- Orazio Fontana, ceramista italiano († 1571)
- Francesco I di Sassonia-Lauenburg, duca († 1581)
- Antonio Galli, poeta italiano († 1561)
- Cornelio Giansenio, teologo e vescovo cattolico fiammingo († 1576)
- Gianfilippo Ingrassia, medico e anatomista italiano († 1580)
- Jeronimo Jiménez de Urrea, scrittore spagnolo († 1573)
- Michail Kantakouzenos, mercante e politico greco († 1578)
- Thomas Lambrit, scienziato e incisore olandese († 1562)
- Baldassarre Lanci, ingegnere militare, architetto e inventore italiano († 1571)
- Luigi Lilio, medico, astronomo e matematico italiano († 1574)
- Kunz Lochner, tedesco († 1567)
- Maddalena di Savoia, duchessa († 1586)
- Angelo Massarelli, vescovo cattolico italiano († 1566)
- Martynas Mažvydas, scrittore e pastore protestante lituano († 1563)
- Bernard van Merode, militare fiammingo († 1591)
- Antonio Mizauld, astrologo e medico francese († 1578)
- Francesco I Moncada, nobile, politico e militare italiano († 1566)
- Alonso Mudarra, compositore spagnolo († 1580)
- Piotr Myszkowski, vescovo cattolico polacco († 1591)
- Numata Akiyasu, militare giapponese († 1574)
- Oda Nobuhide, militare giapponese († 1551)
- Diego Ortiz, compositore, musicologo e gambista spagnolo († 1576)
- Bernard Palissy, ceramista francese († 1589)
- Cipriano Pallavicino, arcivescovo cattolico italiano († 1586)
- Ambroise Paré, medico e chirurgo francese († 1590)
- John Paulet, II marchese di Winchester, nobile inglese († 1576)
- Gastón de Peralta, nobile spagnolo († 1587)
- Dominique Phinot, francese († 1556)
- Mariano Riccio, pittore italiano († 1593)
- Simão Rodrigues, gesuita portoghese († 1579)
- Beatrice Roverella, nobildonna italiana († 1575)
- Sebastiano Aragonese, pittore e antiquario italiano († 1567)
- Cristoforo Sorte, cartografo italiano († 1595)
- Luigi Tansillo, poeta italiano († 1568)
- Sebestyén Tinódi Lantos, poeta ungherese († 1556)
- Orazio Toscanella, scrittore italiano († 1580)
- Cesare Turco, pittore italiano († 1560)
- Justus Velsius, fisico e matematico olandese († 1581)
- Lorenzo Venier, poeta italiano († 1550)
- Marcello Venusti, pittore italiano († 1579)
- Onofrio Zeffirini, organaro italiano († 1580)
- Ippolito da Correggio, nobile e militare italiano († 1552)
- Luis Venegas de Henestrosa, compositore spagnolo († 1570)
- Nicolas Durand de Villegaignon, ammiraglio francese († 1571)
- Claude de L'Aubespine, diplomatico francese († 1567)
- Francesco Salviati, pittore italiano († 1563)
- Isabella di Capua, nobile italiana († 1559)
- Noël du Fail, scrittore francese († 1591)
- Jakob von Rammingen, storico e archivista tedesco († 1582)
- Ōkubo Tadakazu, militare giapponese († 1582)

## Morti

### Gennaio
- 27 gennaio - Niccolò Orsini, condottiero italiano (n. 1442)

### Febbraio
- 1º febbraio - Sidonia di Boemia, nobile cecoslovacca (n. 1449)
- 8 febbraio - Francesco Bianchi, pittore italiano (n. 1447)
- 24 febbraio - Marco de' Marconi, religioso italiano (n. 1480)
- 28 febbraio - Juan de la Cosa, navigatore spagnolo

### Marzo
- 1º marzo - Francisco de Almeida, esploratore e militare portoghese (n. 1450)
- 3 marzo - Ottaviano Gabrielli di Montevecchio, nobile italiano
- 10 marzo - Johann Geiler von Kaysersberg, presbitero e predicatore svizzero (n. 1445)
- 12 marzo - Mihnea I cel Rău, principe rumeno (n. 1462)
- 22 marzo - Fazio Giovanni Santori, cardinale e vescovo cattolico italiano (n. 1447)
- 27 marzo - Beatrice di Frangipan, nobildonna croata (n. 1480)

### Aprile
- 1º aprile - Alessandro II di Imerezia, sovrano georgiano
- 10 aprile - Jacopo IV Appiano, nobiluomo italiano (n. 1459)
- 19 aprile - Ulrich Fugger il Vecchio, banchiere e mercante tedesco (n. 1441)

### Maggio
- 1º maggio - Giuliano Cesarini, cardinale italiano (n. 1466)
- 17 maggio - Sandro Botticelli, pittore italiano (n. 1445)
- 25 maggio - Georges I d'Amboise, cardinale, arcivescovo cattolico e politico francese (n. 1460)

### Luglio
- 3 luglio - Rinaldo Orsini, arcivescovo cattolico italiano
- 10 luglio - Caterina Corner, sovrana (n. 1454)
- 14 luglio - Antonio Zarotto, tipografo italiano (n. 1450)
- 25 luglio - Uesugi Akisada, militare giapponese (n. 1454)
- 27 luglio - Giovanni Sforza, condottiero italiano (n. 1466)

### Agosto
- 17 agosto - Edmund Dudley, politico britannico (n. 1462)
- 22 agosto - Domenico da Cesariano, religioso italiano (n. 1450)
- 25 agosto - Liu Jin, funzionario cinese (n. 1451)

### Settembre
- 15 settembre - Caterina da Genova, mistica e veggente italiana (n. 1447)
- 17 settembre - Giorgione, pittore italiano (n. 1478)
- 18 settembre - Ursula del Brandeburgo, duchessa (n. 1488)

### Ottobre
- 2 ottobre - Shimazu Tadaharu, militare giapponese (n. 1498)
- 5 ottobre - Giovanni Stefano Ferrero, cardinale e vescovo cattolico italiano (n. 1474)
- 17 ottobre - Johannes Bonemilch, vescovo cattolico tedesco

### Novembre
- 11 novembre - Bohuslav Hasištejnský z Lobkovic, scrittore e umanista boemo (n. 1461)

### Dicembre
- 2 dicembre - Muhammad Shaybani, politico e militare uzbeko (n. 1451)
- 9 dicembre - Luis Juan de Milá, cardinale e vescovo cattolico spagnolo
- 14 dicembre - Federico di Sassonia, nobile tedesco (n. 1473)
- 31 dicembre - Bianca Maria Sforza, nobile italiana (n. 1472)

### Senza giorno specificato
- Alfonso d'Aragona, vescovo cattolico italiano (n. 1460)
- Citolo da Perugia, condottiero italiano (n. 1470)
- Diego Guillén de Ávila, religioso, traduttore e scrittore spagnolo (n. 1455)
- Johann von Waldburg-Sonnenberg, nobile tedesco (n. 1470)
- Gabriele d'Agnolo, architetto italiano
- Giovanna d'Aragona, nobile italiana (n. 1477)
- Aniello Arcamone, politico italiano
- Angelina Arianit Komneni, principessa e santa serba
- Jacopo Bardella, corsaro italiano
- Francesco Bruni, giurista e giudice italiano
- Paolo Cortesi, scrittore italiano (n. 1471)
- Giovanni Cotta, scrittore e umanista italiano
- Wennemar von Dellwig
- Gian Giacomo Dolcebuono, scultore e architetto italiano
- Baldassarre d'Este, pittore italiano (n. 1432)
- Jean De Candida, medaglista e diplomatico italiano (n. 1445)
- Ludovico Mantegna, pittore italiano
- Orlando Merlini, pittore italiano
- Guglielmo Raimondo VI Moncada, nobile, politico e militare italiano (n. 1465)
- Dionigi Naldi, condottiero italiano (n. 1465)
- Luigi Paladini, diplomatico italiano
- Aldello Piccolomini, vescovo cattolico italiano
- Ambrogio Romano, vescovo cattolico italiano
- Nicolò Rondinelli, pittore italiano
- Giovanni Sabadino degli Arienti, scrittore e politico italiano
- Castellino Visconti Aicardi, condottiero italiano
- Rocco Zoppo, pittore italiano (n. 1450)
- Giovanni Ludovico della Rovere, vescovo cattolico italiano
- Bonifazio di Andrea, politico sammarinese

## Calendario
| Calendario 1510 | Calendario 1510 | Calendario 1510 | Calendario 1510 | Calendario 1510 | Calendario 1510 | Calendario 1510 | Calendario 1510 | Calendario 1510 | Calendario 1510 | Calendario 1510 | Calendario 1510 | Calendario 1510 | Calendario 1510 | Calendario 1510 | Calendario 1510 | Calendario 1510 | Calendario 1510 | Calendario 1510 | Calendario 1510 | Calendario 1510 | Calendario 1510 | Calendario 1510 | Calendario 1510 | Calendario 1510 | Calendario 1510 | Calendario 1510 | Calendario 1510 | Calendario 1510 | Calendario 1510 | Calendario 1510 | Calendario 1510 | Calendario 1510 |
| --------------- | --------------- | --------------- | --------------- | --------------- | --------------- | --------------- | --------------- | --------------- | --------------- | --------------- | --------------- | --------------- | --------------- | --------------- | --------------- | --------------- | --------------- | --------------- | --------------- | --------------- | --------------- | --------------- | --------------- | --------------- | --------------- | --------------- | --------------- | --------------- | --------------- | --------------- | --------------- | --------------- |
|                 | 1               | 2               | 3               | 4               | 5               | 6               | 7               | 8               | 9               | 10              | 11              | 12              | 13              | 14              | 15              | 16              | 17              | 18              | 19              | 20              | 21              | 22              | 23              | 24              | 25              | 26              | 27              | 28              | 29              | 30              | 31              |                 |
| Gennaio         | Ma              | Me              | Gi              | Ve              | Sa              | Do              | Lu              | Ma              | Me              | Gi              | Ve              | Sa              | Do              | Lu              | Ma              | Me              | Gi              | Ve              | Sa              | Do              | Lu              | Ma              | Me              | Gi              | Ve              | Sa              | Do              | Lu              | Ma              | Me              | Gi              |                 |
| Febbraio        | Ve              | Sa              | Do              | Lu              | Ma              | Me              | Gi              | Ve              | Sa              | Do              | Lu              | Ma              | Me              | Gi              | Ve              | Sa              | Do              | Lu              | Ma              | Me              | Gi              | Ve              | Sa              | Do              | Lu              | Ma              | Me              | Gi              |                 |                 |                 |                 |
| Marzo           | Ve              | Sa              | Do              | Lu              | Ma              | Me              | Gi              | Ve              | Sa              | Do              | Lu              | Ma              | Me              | Gi              | Ve              | Sa              | Do              | Lu              | Ma              | Me              | Gi              | Ve              | Sa              | Do              | Lu              | Ma              | Me              | Gi              | Ve              | Sa              | Do              |                 |
| Aprile          | Lu              | Ma              | Me              | Gi              | Ve              | Sa              | Do              | Lu              | Ma              | Me              | Gi              | Ve              | Sa              | Do              | Lu              | Ma              | Me              | Gi              | Ve              | Sa              | Do              | Lu              | Ma              | Me              | Gi              | Ve              | Sa              | Do              | Lu              | Ma              |                 |                 |
| Maggio          | Me              | Gi              | Ve              | Sa              | Do              | Lu              | Ma              | Me              | Gi              | Ve              | Sa              | Do              | Lu              | Ma              | Me              | Gi              | Ve              | Sa              | Do              | Lu              | Ma              | Me              | Gi              | Ve              | Sa              | Do              | Lu              | Ma              | Me              | Gi              | Ve              |                 |
| Giugno          | Sa              | Do              | Lu              | Ma              | Me              | Gi              | Ve              | Sa              | Do              | Lu              | Ma              | Me              | Gi              | Ve              | Sa              | Do              | Lu              | Ma              | Me              | Gi              | Ve              | Sa              | Do              | Lu              | Ma              | Me              | Gi              | Ve              | Sa              | Do              |                 |                 |
| Luglio          | Lu              | Ma              | Me              | Gi              | Ve              | Sa              | Do              | Lu              | Ma              | Me              | Gi              | Ve              | Sa              | Do              | Lu              | Ma              | Me              | Gi              | Ve              | Sa              | Do              | Lu              | Ma              | Me              | Gi              | Ve              | Sa              | Do              | Lu              | Ma              | Me              |                 |
| Agosto          | Gi              | Ve              | Sa              | Do              | Lu              | Ma              | Me              | Gi              | Ve              | Sa              | Do              | Lu              | Ma              | Me              | Gi              | Ve              | Sa              | Do              | Lu              | Ma              | Me              | Gi              | Ve              | Sa              | Do              | Lu              | Ma              | Me              | Gi              | Ve              | Sa              |                 |
| Settembre       | Do              | Lu              | Ma              | Me              | Gi              | Ve              | Sa              | Do              | Lu              | Ma              | Me              | Gi              | Ve              | Sa              | Do              | Lu              | Ma              | Me              | Gi              | Ve              | Sa              | Do              | Lu              | Ma              | Me              | Gi              | Ve              | Sa              | Do              | Lu              |                 |                 |
| Ottobre         | Ma              | Me              | Gi              | Ve              | Sa              | Do              | Lu              | Ma              | Me              | Gi              | Ve              | Sa              | Do              | Lu              | Ma              | Me              | Gi              | Ve              | Sa              | Do              | Lu              | Ma              | Me              | Gi              | Ve              | Sa              | Do              | Lu              | Ma              | Me              | Gi              |                 |
| Novembre        | Ve              | Sa              | Do              | Lu              | Ma              | Me              | Gi              | Ve              | Sa              | Do              | Lu              | Ma              | Me              | Gi              | Ve              | Sa              | Do              | Lu              | Ma              | Me              | Gi              | Ve              | Sa              | Do              | Lu              | Ma              | Me              | Gi              | Ve              | Sa              |                 |                 |
| Dicembre        | Do              | Lu              | Ma              | Me              | Gi              | Ve              | Sa              | Do              | Lu              | Ma              | Me              | Gi              | Ve              | Sa              | Do              | Lu              | Ma              | Me              | Gi              | Ve              | Sa              | Do              | Lu              | Ma              | Me              | Gi              | Ve              | Sa              | Do              | Lu              | Ma              |                 |